# Jonathan Richman
Jonathan Richman (ur. 16 maja 1951 w Bostonie) – amerykański wokalista i gitarzysta, jedna z ikon proto punka.
Znany z charakterystycznych, nieco infantylnych tekstów piosenek i muzyki mocno zakorzenionej w rock and rollu lat pięćdziesiątych, choć zarazem często bardzo eklektycznej. Richman zaczynał karierę z zespołem The Modern Lovers, by potem rozpocząć działalność solową – jako Jonathan Richman and the Modern Lovers (z zupełnie innym zespołem), a później po prostu jako Jonathan Richman.